# Hatiya (Baglung)
Hatiya (nep. हटिया,  trl. Haṭiyā, trb. Hatija) – gaun wikas samiti w zachodniej części Nepalu w strefie Dhawalagiri w dystrykcie Baglung. Według nepalskiego spisu powszechnego z 2011 roku liczył on 1723 gospodarstwa domowe i 7240 mieszkańców (4095 kobiet i 3145 mężczyzn).